# Vouhé, Deux-Sèvres
Vouhé är en kommun i departementet Deux-Sèvres i regionen Nouvelle-Aquitaine i västra Frankrike. Kommunen ligger i kantonen Mazières-en-Gâtine som tillhör arrondissementet Parthenay. År 2022 hade Vouhé 351 invånare.

## Befolkningsutveckling
Antalet invånare i kommunen Vouhé
| Referens: INSEE |